# Tiếng Kumaon
Tiếng Kumaon là một ngôn ngữ thuộc ngữ chi Ấn-Arya được nói ở vùng Kumaon của Uttarkhand, miền bắc Ấn Độ. Nó cùng với tiếng Garhwal láng giềng thuộc nhóm ngôn ngữ Pahar Trung, một thành viên của nhóm Ấn-Arya Bắc.
Tiếng Kumaon được nói bởi hơn 4.948.519 người (2011), trong đó 3.948.519 người (2011) tại Uttarakhand, chủ yếu ở các huyện Almora, Nainital, Pithoragarh, Bageshwar, Champawat, Udham Singh Nagar cũng như ở các khu vực của Himachal Pradesh và Nepal. Nó cũng được nói bởi cư dân Kumaon ở các tiểu bang Ấn Độ khác; Uttar Pradesh, Assam, Bihar, Delhi và Madhya Pradesh.
Hầu như tất cả những người biết nói tiếng Kumaon cũng có thể nói tiếng Hindi, một trong những ngôn ngữ chính thức của Ấn Độ. Do một số lý do (bao gồm cả ưu thế của tiếng Hindi), việc sử dụng tiếng Kumaon đang bị thu hẹp rất nhanh. Tập bản đồ ngôn ngữ đang gặp nguy hiểm của UNESCO xếp tiếng Kumaon là ngôn ngữ thuộc danh mục không an toàn và đòi hỏi những nỗ lực bảo tồn thích đáng.

## Phương ngữ
Tiếng Kumaon có nhiều phương ngữ được nói ở những nơi khác nhau ở Uttarakhand. Các phương ngữ của tiếng Kumaon không khác nhau nhiều như các phương ngữ của tiếng Garhwal lân cận, có một số phương ngữ được nói ở vùng Kumaon. Chưa có phương pháp phân chia các phương ngữ của Kumaon nào được chấp nhận. Nói chung, trong số đó, Kumaun Trung (Kumaon Kali) được nói ở Almora và mạn Bắc Nainital, Kumaun Đông Bắc ở Pithoragarh, Kumaun Đông Nam ở Đông Nam Nainital, Kumaun Tây ở mạn tây của Almora và Nainital.
Các phương ngữ cụ thể như sau:
- Johar ở Thung lũng Johar
- Askot ở Askot
- Bhabhr ở Ramnagar[5]
- Chaugarkhiyal ở Chaugarkha
- Danpuriya ở Danpur (Bageshwar, Kapkot)
- Gangol ở Ganai-Gangoli (Gangolihat)
- Johar ở Malla và Talla Johar
- Khasparjiya ở Almora
- Kumaiyya ở Champawat
- Pachhai ở Pali-Pachhhau (Ranikhet, Dwarahat)
- Pashchimi
- Phaldakotiya ở Phaldkot
- Rhau-Chaubyans, (Nainital)
- Siral ở Sirakot (Didihat)
- Soriyal ở Thung lũng Sor (Pithoragarh)

Các học giả cho rằng tiếng Kumaon bị ảnh hưởng bởi tiếng Palpa của Nepal. Ngoài ra còn có một số ngôn ngữ Hán-Tạng không liên quan được nói ở vùng Kumaon bị ảnh hưởng từ tiếng Kumaon.
- Rang hoặc Rung
- Darmyal
- Bangban

Những ngôn ngữ này thường được nói ở Upper Reaches của Kumaon Himalaya.